# يوهانس هيوكلباخ
يوهانس هيوكلباخ (بالهولندية: Johannes Heuckelbach)‏ (5 مارس 1893 – 18 يونيو 1976) هو ملاكم هولندي راحل، مثّل بلاده في الألعاب الأولمبية الصيفية 1920.

## روابط خارجية
يوهانس هيوكلباخ على موقع أوليمبيديا (الإنجليزية)